# ORβIT
ORβIT（オルビット、朝: 오르빗）は、日本の日韓合同ダンスボーカルグループ。日本人3人、韓国人2人で構成されている。JB Entertainment、Future Passport所属。愛称・略称は、オルビ。公式ファンクラブ名・公式ファンネームは、EαRTH（アース）。自社レーベル「Present Label」を設立し、2020年11月11日にフルアルバム『00』（オーツー）でデビュー。化粧品ブランド「Visvilaa（ヴィスヴィラ）」の公式アンバサダー。

## 概要
2019年に放送されたオーディション番組『PRODUCE 101 JAPAN』に出演し、デビュー評価のファイナリスト20名まで進んだ上原潤、安藤誠明、大澤駿弥、宮島優心と、デビュー評価前に番組を辞退・降板したチョン・ヨンフン、キム・ヒチョン、キム・ユンドンが自らの意志で集まり、共に歩んで行くことを決め2020年2月9日に結成。同年6月20日、DREAM PASSPORTと専属契約を締結。2020年11月11日、フルアルバム『00』をリリース、正式デビュー。
グループ名「ORβIT」には、メンバーを惑星になぞらえて「それぞれの軌道（Orbit）を歩む」、「それぞれ意思を持ったメンバーでいろんな音楽（All Beat）をやっていく」という2つの意味がある。自社レーベル名「Present Label」には、「今『現在』を支えてくれているファンへの『贈り物』」という思いが込められている。
作品コンセプトの考案から楽曲制作のディレクションまでメンバー主導で制作している作品と、クオリティの高いパフォーマンスが評価されている。作家から集めたデモからアルバムに入れる曲を選定し、多くの楽曲をメンバー自身が作詞しているほか、歌割りはHEECHOがメインで考案、公式ホームページのビジュアルプロデュース、グッズのディレクション、CDのジャケットデザインはSHUNYAが行っている。また、ほぼ全員がDTMソフトを使用しており、作詞した曲のガイドなどを作成している。
公式グループカラーは、  ラピスラズリ。マスコットキャラクターは、RβIT（ルビット）。結成当初の公式YouTubeチャンネル名でありコピーライト文にも記載されているORBIT UNION（オルビットユニオン）は、グループをサポートする人たちの総称であり、ORβITを支えるプロジェクト名である。

### 日韓に分かれての活動
韓国では満18歳以上の男性に兵役の義務があり、25歳以上の未入隊者は海外への渡航が制限されている。韓国人メンバーは過去に芸能活動をしていたことから、結成時全員が兵役未了かつ、YOUNGHOONとHEECHOはすでに渡航制限下にあった。結成当初は韓国在住のまま日本での活動がある時に来日し、メンバーが入隊している期間は「残りのメンバーで活動し、入隊しているメンバーが帰ってくる場所を作る」という7人の総意を表明していた。
しかし、結成直後に発生した新型コロナウイルスの感染拡大の影響により、日韓両国で入国が制限され、楽曲の制作や撮影、イベントなど、様々な活動を日韓で分かれて行うことを余儀なくされた。2020年に撮影されたデビューアルバム『00』のタイトル曲「UNIVERSE」のMV制作では、まず韓国でYOUNGHOON、HEECHO、YOONDONG、JUNEの4人で撮影が行われ、日本では撮影された映像を参考に韓国の監督からリアルタイムで指示を受けながらJUNE、TOMO、SHUNYA、YUGOの4人で撮影が行われた。当時メンバー内で唯一両国間を行き来できたJUNEのみ日韓両国で撮影を行い、双方の橋渡し役となった。その後、結成から約9か月経った2020年11月下旬、韓国在住メンバーがビジネストラックを利用して短期間来日し、結成以来7人が初めて合流することができたが、感染の再拡大に伴い再び入国制限が厳しくなり、2021年に撮影された1stミニアルバム『Enchant』のタイトル曲のMVは、日本在住メンバーが出演する「Dionaea」と韓国在住メンバーが出演する「Blind」に完全に分かれて制作された。また、2021年3月に撮影されたABCマート「CONVERSE　ALL STAR LIGHT WR」ウェブCMも、『僕たちは同じ星のもとで、つながっている。』というキャッチコピーのもと、コロナ禍で日韓で離れ離れの状況に置かれたORβITメンバーをつなぐというコンセプトで、日韓に分かれて撮影された。さらに、グループ初のファンミーティング「to EαRTH」も日韓に分かれて行われ、双方をオンラインでつなぎ、メンバー全員で歌唱した。
2021年9月、当初日韓をオンラインでつないで開催する予定であったグループ初のオンラインライブ「With」を7人揃って行うことを発表。その後、公式YouTubeおよびInstagramにて、日本在住メンバーが韓国に渡航し、約9か月振りに7人が集結したことを報告した。11月23日には初めて7人全員が揃って制作したミニアルバム『Alter Ego』を発売し、同月27日、28日にはオンラインライブ「With」を開催した。
2022年1月、YOUNGHOONとHEECHOが兵役義務遂行のため2月から活動を休止し、当面は5人体制で活動することが発表された。

### 5人での活動（5RβIT）
2022年6月、所属事務所主催のライブイベント「Dream Gate 01」では、7人の既存の楽曲を5人に再編したパフォーマンスが行われた。
同イベントの千秋楽にて、オフラインイベント「ORβIT EXPO 2022」を9月に東京、大阪で開催することを発表した。9月9日・10日の東京会場は予定通り行われたが、19日の大阪会場は台風接近により安全を考慮し、11月26日へ延期が発表された。各メンバーによるFCコンテンツに関連するブースが設けられており、タイムテーブルによってメンバーが登場するという新しい形のファンミーティングとなった。
同年12月25日に、2023年に新たなコンセプトプロジェクト「Room Project」として、シングル3か月連続リリース＆全国4都市5公演のZepp Tourの開催が公開された。『ROOM=「空間、ゆとり」。活動休止中のメンバー2人分の空間、ゆとりを5人のメンバーが埋める。そしてそれぞれの個性、それぞれの「部屋」で魅せていく。』というコンセプトが掲げられ、これまでソロ曲をリリースしていなかったSHUNYA、YUGOも初めてソロ曲をリリースした。前作までは社会情勢を考慮して実施されなったリリースイベントや合同ライブイベントにも精力的に参加し、YOUNGHOONとHEECHOの合流を待ちわびながら戻る場所を守り続けた。
シングル3か月連続リリースの2作目となる『Back it up』に収録されている、YD&JUNEのユニットによるヒップホップ調の「MONEYBAG」は ORβIT LIVE「ROOM」TOUR 2023で初公開され、タイトル曲に並ぶ人気を集めた。このことから2023年4月29日、30日に行われた『韓国チメクフェス in 大阪』のステージに出演した際にTOMO、SHUNYA、YUGOのパートが新たに追加された同曲が初披露され、話題を呼んだ。元々は2人のユニット曲としてCDに収録されていたため、5人で撮影されたミュージッククリップはそれと区別するために「MONEYBAG （5RβIT ver.）」と表記されYouTubeに公開された（日本語の「五」は韓国語で「오（オ）」と表現される）。ここから転じ、5人の活動期間のメンバーについて「5RβIT」と呼称される。この楽曲は後述のYOUNGHOONとHEECHOの合流後にも大きな役割を果たしている。
また、活動休止期間中のYOUNGHOONは「よんふん」、HEECHOは「キムヒ」のソロ名義で新曲をリリースし、活動が止まることはなかった。
2023年4月16日、YouTubeにてファンクラブ「EαRTH」３周年記念生配信を行い、11月に初のオフラインファンミーティング「to EαRTH Ⅱ」を7人の完全体で開催することが発表された。

### 5人から7人へ
初のオフラインファンミーティング「to EαRTH Ⅱ」を大盛況に終え、7人完全体初のシングル「Bull's Eye」のリリースと、7人完全体初の単独ライブツアー「ORβIT LIVE THE BEST 2024」を翌年2024年2月14日から全国4都市で開催することが発表された。
ライブツアー中にも各イベントに積極的に参加し、東京・大阪で開催された関西テレビ放送による音楽イベント『SMASH BEAT 3』に出演。4月3日の東京公演にて、前述の「MONEYBAG」に新たにYOUNGHOONとHEECHOのパートが追加された「MONEYBAG 7ver.」が初披露された。5人での活動期間中の楽曲を7人で披露したのはこれが初めてである。「MONEYBAG」の作詞は歌唱するメンバー本人が各々担当しており、セルフプロデュース力が高い為に生み出せた作品である。その後「MONEYBAG 7ver.」は4月20日に初のデジタルシングルとして配信リリースされた。
その後もグループとしても、メンバー個人としても共に精力的に活動を続けている。

## 略歴

### 2019年
- 5月3日 - Mnetにてオーディション番組『PRODUCE X 101』放送開始。上原潤（ハングル表記「우에하라 준」）が出演[33]。
- 9月26日～12月11日 - GYAO!・TBSにてオーディション番組『PRODUCE 101 JAPAN』配信・放送。

### 2020年
- 1月9日 - YouTubeチャンネル 「ORBIT UNION」（現「ORβIT Official」）を開設[34][35]。
- 2月1日～2月9日 - 公式YouTubeチャンネルにてメンバー発表。YUGO、SHUNYA、YOONDONG、JUNE、YOUNGHOON[注 5]、TOMO、HEECHOの順に公開[35][36][37][38]。
- 2月7日 - 公式YouTubeチャンネルにて公開されたティザーの中で、グループ名「ORβIT」を発表[39]。
- 2月9日 - グループ結成、活動開始[4][7]。
- 2月14日 - 公式Instagram、Twitterを開設[40]。
- 4月16日 - 公式ホームページ、オフィシャルファンクラブ「EαRTH（アース）」を開設[3]。
- 6月20日 - グループとして初のオリジナル楽曲「Lazurite」を公式YouTubeチャンネルで公開[41]。
- 7月5日 - オフィシャルグッズショップ「SPACESHIP」をオープン[42]。
- 8月27日 - 自社レーベル「Present Label」の設立を発表[4]。
- 11月11日 - デビューアルバム『00』をリリース[5]。タイトル曲「UNIVERSE」、先行公開曲「Lazurite」など計13曲収録[43]。

### 2021年
- 4月13日 - ファッション誌「GIANNA」創刊号初登場でW表紙に抜擢[44]。
- 4月14日 - 公式TikTokを開設[45]。
- 4月21日 - 1stミニアルバム『Enchant』をリリース[46][47]。ダブルタイトル曲「Blind」「Dionaea（ダイオニア）」など計5曲収録[48]。
- 7月3日 - ファンクラブ限定オンラインファンミーティング「to EαRTH」を開催[49]。
- 10月9日～10日 - 公式ファンクラブ・YouTubeにて新曲「ハナ」を公開[50][51]。
- 11月23日 - 2ndミニアルバム『Alter Ego』をリリース[52]。タイトル曲「Eclipse」、先行公開曲「ハナ」など計5曲収録[53]。
- 11月27日～28日 - 初のオンラインライブ「With」を開催[54]。

### 2022年
- 2月1日 - YOUNGHOONとHEECHOが兵役義務遂行のため活動休止[27]。（～2023年8月迄）
- 3月14日 - YOUNGHOONが「よんふん」名義でソロ曲「かみひこうき」を配信リリース[55]。
- 6月 - 所属事務所主催のライブイベント「Dream Gate 01」に出演[56][57]。（全8公演）
- 6月1日 - YOUNGHOONが「よんふん」名義でカバーミニアルバム『PLAYLIST』をリリース[58]。
- 6月23日 - JUNEがソロ曲「BAD BOY2」を配信リリース[59]。
- 7月1日～10月31日 - TOMOが活動休止[60][61]。
- 7月23日 - JUNEがソロ曲「My bleeding love」を配信リリース[62]。
- 8月23日 - YOUNGHOONが「よんふん」名義でJUNEとのコラボ曲「homeboy」を配信リリース[63]。
- 9月9日～11月26日 - OFFICIAL FANCLUB EVENT「ORβIT EXPO 2022」を東京、大阪で開催[28]。（追加回含め全8部）
- 9月23日 - JUNEがSHUNYAとのコラボ曲「Say yeah」を配信リリース[64]。
- 10月23日 - JUNEがソロ曲「As Always」を配信リリース[65]。
- 11月22日～23日 - 所属事務所主催のライブイベント「Dream Gate 01 -Final-」に出演[66][67]。（全2公演）

### 2023年
- 1月15日 - YOUNGHOONが「よんふん」名義でソロ曲「a warm wind for us」を配信リリース[68]。
- 3月14日 - Room Project第1弾シングル「I can't breathe」をリリース[69]。
- 3月14日～27日 - ORβIT LIVE「ROOM」TOUR 2023を全国4都市で開催[69]。（全5公演）
- 4月3日 - ZIP-FMにて初のレギュラーラジオ番組「FAIR NEXT INNOVATION Play with EαRTH」がGENZ内で放送開始[70]。（～2024年3月末）
- 4月27日 - Room Project第2弾シングル「Back it up」をリリース[71]。
- 5月22日 - Room Project第3弾シングル「FUN」をリリース[72]。
- 6月28日 - YOUNGHOONが「よんふん」名義でミニアルバム『pygmalion』をリリース[73]。
- 7月26日 - ユニット「TOMO＆SHUNYA」による「ON THE MOON」を配信リリース[74]。
- 8月20日 - YOUNGHOONが「よんふん」名義でソロ曲「ライター」を配信リリース[75]。
- 11月10日〜26日 - 初のオフラインファンミーティング「to EαRTH Ⅱ」を東京、大阪で開催[30]。（全7公演）
- 12月2日〜12月17日 - よんふん『PLAYLIST』&『pygmalion』、キムヒ『十人十色十俺』発売記念サイン会 及び、よんひ除隊記念PARTYを全国5都市で開催[76]。
- 12月13日 - YUGOが自身の誕生日にソロ曲「夜汽車は夢を見る」を配信リリース[77]。

### 2024年
- 1月31日 - 7人完全体初のシングル「Bull's Eye」をリリース[78]。
- 2月10日 - テレビ初冠コーナー「ORβITのオールビューティ！」が地上波TOKYO MX「Powered by TV～元気ジャパン～」内でスタート[79]。
- 2月14日～7月21日 - 「ORβIT LIVE THE BEST 2024」を全国4都市で開催[31]。（全7公演）
- 2月19日 - YOONDONGが自身の誕生日に、「YD」名義で1stソロ写真集「solitude」を発売[80]。
- 3月20日～24日 - 「ORβIT（JUNE/TOMO/SHUNYA/YUGO） Spin-Off EVENT」を宮城、愛知で開催[81]。（全4公演）
- 4月6日 - ZIP-FMにてレギュラーラジオ番組「FAIR NEXT INNOVATION ASIAN MUSIC CONNECTION feat.ORβIT」放送開始[82][83]。
- 4月16日 - 月額制ファンクラブ「μoon（ムーン）」を開設[84]。
- 4月20日 - デジタルシングル「MONEYBAG 7ver.」を配信リリース[32]。
- 5月24日～26日 - 所属事務所主催のライブイベント「Dream Gate 02」に出演[85]。（全5公演）
- 6月17日～23日 - 7人の各メンバーが日替わりでプロデュースを手掛ける7days連続公演「ORβIT WEEK」を開催[86]。（全7公演）
- 8月10日～9月8日 - 所属事務所主催のライブイベント「Dream Gate 02 追加公演」に出演[87]。（全3公演）
- 9月17日 - 3rdミニアルバム『蘭』をリリース[88]。タイトル曲「PATIENCE」、先行公開曲「On your lip」など計5曲収録[89]。
- 10月13日 - YOONDONGが「YD」名義で初のソロイベント「gαllery」を開催[90]。（全3部）
- 11月9日～10日 - SHUNYAが初のソロイベント「SHUNYA in Wonderland～tea party～」（全4部）と「SHUNYA solo. EVENT～居酒屋小次郎～」（全2部）を開催[91]。
- 11月11日 - シャンパーニュブランド「COLLET」の2024年ウィンターアンバサダーに就任することを発表[92]。
- 11月11日 - ニコニコ生放送でデビュー4周年記念の冠番組「ORβIT デビュー4周年記念ニコニコ冠特番」をメンバー全員出演で4時間にわたり生放送[93]。
- 11月16日～17日 - YOUNGHOON、HEECHO、YOONDONGが、ゲストにDINO、EIAN JOO、JAEYONG KIMを迎えファンミーティング「FRIENDS」を東京、大阪で開催[94]。（全4部）
- 11月22日 - JUNEが自身の誕生日を一緒に迎える初のソロイベント「COUNTDOWN PARTY “JUNE B-DAY”」を開催[95]。（全3部）
- 11月30日 - TOMOがソロライブ「Tomo La Bar 2024」を開催[96]。（全2部）
- 12月11日 - 5thシングル「Xmas-time」をリリース[97]。
- 12月13日 - YUGOが自身の誕生日にソロ曲「コーヒーとミルク」を配信リリース[98]。
- 12月19日 - TOMOが自身の誕生日に、「安藤誠明」名義でソロ曲「Good Night」を配信リリース[99]。
- 12月20日～2025年1月5日 - SECOND LIVE「LINK」を東京、大阪で開催[100]。（全7公演）

### 2025年
- 1月15日 - YOUNGHOONが自身の誕生日に、「よんふん」名義でソロイベント「Happy Lucky ドキドキDay」を開催[101]。（全2公演）
- 2月5日 - HEECHOが体調不良のため、当面の間活動休止を発表[102]。
- 2月19日 - YOONDONGが自身の誕生日に、「YD」名義でソロ曲「花びら」を配信リリース[103][104]。
- 3月31日 - JUNEが作家活動に専念するため、4月17日より当面の間活動休止を発表[105]。
- 4月12日～13日 - 初のファンツアー「EαRTH5周年記念 ORβITと行く沖縄ファンツアー」を開催[106]。
- 4月16日 - オフィシャルファンクラブ「EαRTH」発足5周年を記念したファンイベント「EαRTHバースデーパーティ」を開催[107]。（全2部）
- 5月16日～19日 - 初の台湾でのイベント出演を記念して応援ファンツアーを実施[108]。
- 5月30日～6月1日 - 初の韓国でのイベント出演を記念して応援ファンツアーを実施[109]。
- 6月4日 - TOMOが「安藤誠明」名義で1stシングル「Melting Rain」をリリース[110]。
- 6月18日 - 所属事務所をDREAM PASSPORTからJB Entertainmentへの移籍を発表[111]。
- 6月20日 - 当日をもってHEECHOとJUNEの卒業、所属事務所の退社を発表[112]。
- 7月2日 - YOUNGHOONが「よんふん」名義で1stシングル「Lovestruck」のリリース[113]と、その発売を記念してショーケースを開催[114]。（全2部）
- 8月1日 - YOONDONGが「YD」名義で2ndソロ写真集「trouvaille：旅」を発売予定[115]。
- 9月17日 - 2ndフルアルバム『ROAR』をリリース予定[116]。
- 9月26日～10月4日 - 所属事務所主催のライブイベント「Dream Gate 03」に出演予定[117]。
- 10月26日～11月14日 - ORβIT LIVE TOUR「ROAR」を全国3都市で開催予定[116]。

## メンバー

### 現メンバー
| 名前                    | 本名                                            | 出身地             | 生年月日               | 身長  | 体重 | 血液型 | シンボル | 備考 |
| ----------------------- | ----------------------------------------------- | ------------------ | ---------------------- | ----- | ---- | ------ | -------- | --- |
| YOUNGHOON ヨンフン 영훈 | チョン・ヨンフン 정영훈 鄭永勳 Jeong Young-Hoon | 韓国京畿道南楊州市 | 1993年1月15日（32歳）  | 180cm | 67kg | B型    | 土星     | - ソロ名義は「よんふん」、「yonn」 - 2014年～2019年5月までK-PopアイドルグループHALOで活動 - PRODUCE 101 JAPAN最高順位5位、最終順位 辞退 |
| YOONDONG ユンドン 윤동  | キム・ユンドン 김윤동 金潤東 Kim Yoon-Dong      | 韓国京畿道龍仁市   | 1995年2月19日（30歳）  | 176cm | 61kg | A型    | 金星     | - ソロ名義は「YD」 - 2014年～2019年5月までK-PopアイドルグループHALOで活動 - PRODUCE 101 JAPAN最高順位5位、最終順位 辞退                 |
| TOMO トモ 토모          | 安藤誠明 あんどう ともあき Ando Tomoaki         | 日本福岡県         | 1996年12月19日（28歳） | 173cm | 63kg | A型    | 海王星   | - 前職は船のエンジニア - PRODUCE 101 JAPAN最高順位4位、最終順位14位 - 2020年上半期ViVi国宝級NEXTイケメンランキング第7位                 |
| SHUNYA シュンヤ 슌야    | 大澤駿弥 おおさわ しゅんや Osawa Shunya         | 日本東京都西多摩   | 1997年5月18日（28歳）  | 177cm | 61kg | AB型   | 水星     | - デザイナー名義は「ONE PIXEL」 - PRODUCE 101 JAPAN最高順位8位、最終順位13位                                                            |
| YUGO ユウゴ 유고        | 宮島優心 みやじま ゆうご Miyajima Yugo          | 日本埼玉県         | 2000年12月13日（24歳） | 163cm | 49kg | B型    | 木星     | - スペシャルユニット「BABOOZ」兼任 - PRODUCE 101 JAPAN最高順位10位、最終順位12位                                                        |

### 旧メンバー
| 名前               | 本名                                          | 出身地           | 生年月日               | 身長  | 体重 | 血液型 | シンボル | 備考 |
| ------------------ | --------------------------------------------- | ---------------- | ---------------------- | ----- | ---- | ------ | -------- | --- |
| HEECHO ヒチョ 히쵸 | キム・ヒチョン 김희천 金熙天 Kim Hee-Cheon    | 韓国ソウル特別市 | 1994年9月2日（30歳）   | 186cm | 65kg | B型    | 天王星   | - リーダー。作詞・ソロ名義は「キムヒ」 - 2014年～2019年5月までK-PopアイドルグループHALOで活動 - PRODUCE 101 JAPAN最高順位4位、最終順位 辞退 |
| JUNE ジュン 준     | 上原潤 うえはら じゅん 우에하라 준 Uehara Jun | 日本東京都       | 1996年11月23日（28歳） | 177cm | 62kg | B型    | 火星     | - 父親は日本人、母親は韓国人。兄は俳優の上原一翔 - PRODUCE X 101に出演（最終順位91位） - PRODUCE 101 JAPAN最高順位5位、最終順位20位         |

## エピソード
グループ名はSHUNYA、ファンネームはHEECHO、グループカラーはTOMOがそれぞれ考案した。
ファンネーム「EαRTH」は、世界を飛び回るようなグループを目指すため、グループ名を決める前にファンネームを地球（EαRTH）に決定した。
グループカラー「  ラピスラズリ」は、複雑な色にするため、宇宙が広がるようなグループのコンセプトに合う12月の誕生石に決定した。

## ディスコグラフィ

### アルバム
| No. | 発売日         | タイトル | レーベル      | 規格品番  | 形態                      | 最高位 |
| --- | -------------- | -------- | ------------- | --------- | ------------------------- | ------ |
| 1st | 2020年11月11日 | 00       | Present Label | PLCD-0001 | 限定盤（CD+フォトブック） | 3位    |
| 1st | 2020年11月11日 | 00       | Present Label | PLCD-0002 | 通常盤（CD）              | 3位    |
| 2nd | 2025年9月17日  | ROAR     | TBD           | TBD       | TBD                       | TBD    |

### ミニアルバム
| No. | 発売日         | タイトル  | レーベル      | 規格品番  | 形態                                    | 最高位 |
| --- | -------------- | --------- | ------------- | --------- | --------------------------------------- | ------ |
| 1st | 2021年4月21日  | Enchant   | Present Label | PLCD-0004 | CD                                      | 2位    |
| 2nd | 2021年11月23日 | Alter Ego | Present Label | PLCD-0005 | INSIDE盤（CD）                          | 5位    |
| 2nd | 2021年11月23日 | Alter Ego | Present Label | PLCD-0006 | OUTSIDE盤（CD）                         | 5位    |
| 3rd | 2024年9月17日  | 蘭        | Present Label | PLCD-0042 | スペシャルBOX（CD+写真集）              | 8位    |
| 3rd | 2024年9月17日  | 蘭        | Present Label | PLCD-0043 | 初回限定盤A（CD+ブックレット -A ver.-） | 8位    |
| 3rd | 2024年9月17日  | 蘭        | Present Label | PLCD-0044 | 初回限定盤B（CD+ブックレット -B ver.-） | 8位    |
| 3rd | 2024年9月17日  | 蘭        | Present Label | PLCD-0045 | 通常盤（CD）                            | 8位    |

### シングル
| No. | 発売日         | タイトル        | レーベル      | 規格品番  | 形態                                                                    | 最高位 |
| --- | -------------- | --------------- | ------------- | --------- | ----------------------------------------------------------------------- | ------ |
| 1st | 2023年3月14日  | I can't breathe | Present Label | PLCD-0023 | ROOM No.1（CD）                                                         | 14位   |
| 1st | 2023年3月14日  | I can't breathe | Present Label | PLCD-0024 | ROOM No.2（CD）                                                         | 14位   |
| 2nd | 2023年4月27日  | Back it up      | Present Label | PLCD-0029 | ROOM No.3（CD）                                                         | 10位   |
| 2nd | 2023年4月27日  | Back it up      | Present Label | PLCD-0030 | ROOM No.4（CD）                                                         | 10位   |
| 3rd | 2023年5月22日  | FUN             | Present Label | PLCD-0031 | ROOM No.5（CD）                                                         | 13位   |
| 3rd | 2023年5月22日  | FUN             | Present Label | PLCD-0032 | ROOM No.6（CD）                                                         | 13位   |
| 4th | 2024年1月31日  | Bull's Eye      | Present Label | PLCD-0036 | 通常盤（CD）                                                            | 4位    |
| 4th | 2024年1月31日  | Bull's Eye      | Present Label | PLCD-0037 | 初回盤A（CD+ブックレット [A]）                                          | 4位    |
| 4th | 2024年1月31日  | Bull's Eye      | Present Label | PLCD-0038 | 初回盤B（CD+ブックレット [B]）                                          | 4位    |
| 4th | 2024年1月31日  | Bull's Eye      | Present Label | PLCD-0039 | FC限定盤（CD）                                                          | 4位    |
| 5th | 2024年12月11日 | Xmas-time       | Present Label | PLCD-0048 | Xmas BOX盤（オリジナルBOX+CD+クリスマスカード+ストロータグ+ステッカー） | 14位   |
| 5th | 2024年12月11日 | Xmas-time       | Present Label | PLCD-0049 | 通常盤（CD）                                                            | 14位   |

### デジタルシングル
| 配信日        | タイトル       |
| ------------- | -------------- |
| 2024年4月20日 | MONEYBAG 7ver. |

### 映像作品
| No. | 発売日         | タイトル                             | レーベル      | 規格品番  | 形態                       | 最高位 |
| --- | -------------- | ------------------------------------ | ------------- | --------- | -------------------------- | ------ |
| 1st | 2021年10月27日 | ONLINE FANMEETING「to EαRTH」        | Present Label | PLBD-0001 | FC限定盤（Blu-ray）        | 16位   |
| 1st | 2021年10月27日 | ONLINE FANMEETING「to EαRTH」        | Present Label | PLBD-0002 | 通常盤（Blu-ray）          | 16位   |
| 2nd | 2022年2月28日  | FC限定 THE FIRST ONLINE LIVE「With」 | Present Label | PLBD-0003 | Blu-ray＋フォトブック      | －     |
| 3rd | 2022年5月18日  | THE FIRST ONLINE LIVE「With」        | Present Label | PLBD-0004 | Blu-ray                    | 12位   |
| 4th | 2023年7月26日  | 「ROOM」TOUR 2023                    | Present Label | PLBD-0007 | 初回限定版（Blu-ray2枚組） |        |
| 4th | 2023年7月26日  | 「ROOM」TOUR 2023                    | Present Label | PLBD-0008 | 通常版（Blu-ray）          |        |

### 参加作品
| 公開日         | タイトル                                             | 収録作品                         | アーティスト               | 参加メンバー           | 形態             |
| -------------- | ---------------------------------------------------- | -------------------------------- | -------------------------- | ---------------------- | ---------------- |
| 2020年12月25日 | STRAWBERRY                                           | STRAWBERRY                       | HICO                       | TOMO                   | デジタルシングル |
| 2023年1月18日  | Good Today                                           | Good Today                       | BABOOZ                     | YUGO                   | デジタルシングル |
| 2023年3月17日  | CHAMPION                                             | CHAMPION                         | TOMO&MAHIRO                | TOMO                   | デジタルシングル |
| 2024年3月10日  | Clover -English ver.-                                | Clover -English ver.-            | BUGVEL                     | JUNE                   | デジタルシングル |
| 2025年1月22日  | Order In The Court                                   | ·One shot ·Love song             | BUGVEL                     | HEECHO TOMO (コーラス) | シングル         |
| 2025年6月25日  | My Bestie Voice Collection with Sanrio characters II | イマジネーション（シナモロール） | 宮島優心                   | YUGO                   | アルバム         |
| 2025年6月25日  | My Bestie Voice Collection with Sanrio characters II | ILLUMINANT                       | みんななかよく（全員歌唱） | YUGO                   | アルバム         |
| 2025年6月25日  | My Bestie Voice Collection with Sanrio characters II | KAWAII FESTIVAL                  | みんななかよく（全員歌唱） | YUGO                   | アルバム         |

### ミュージックビデオ
| 公開日         | タイトル   | 収録作品   |
| -------------- | ---------- | ---------- |
| 2020年11月1日  | UNIVERSE   | 00         |
| 2021年4月17日  | Dionaea    | Enchant    |
| 2021年4月19日  | Blind      | Enchant    |
| 2021年11月23日 | Eclipse    | Alter Ego  |
| 2023年5月22日  | FUN        | FUN        |
| 2024年1月30日  | Bull's Eye | Bull's Eye |
| 2024年9月17日  | PATIENCE   | 蘭         |

### その他の作品

#### 派生ユニット
- 潤潤(YD&JUNE) - YOONDONGとJUNEによるデュオ。YOONDONGの漢字表記「金潤東」とJUNEの本名「上原潤」が由来。既存のトラック（タイプビート）にYOONDONGとJUNEが歌詞、メロディとラップを付けて制作している。2ndシングル『Back it up』収録曲「MONEYBAG」以降、「YD&JUNE」の表記が採用されている。

| 公開日        | タイトル            | トラック（タイプビート） |
| ------------- | ------------------- | ------------------------ |
| 2020年5月28日 | Don’t let this flop | Aaron Beatz「Look」      |
| 2020年7月20日 | Am I wrong          | Grabby「EX」             |

- TOMO＆SHUNYA - 2023年3月に開催されたORβIT LIVE「ROOM」TOUR 2023で披露されたスペシャルユニット。

| 公開日        | タイトル    | 規格品番 | 形態             |
| ------------- | ----------- | -------- | ---------------- |
| 2023年7月26日 | ON THE MOON | －       | デジタルシングル |

#### ソロ
- よんふん - YOUNGHOONによるソロプロジェクト。

| 公開日        | タイトル           | 規格品番  | 形態                |
| ------------- | ------------------ | --------- | ------------------- |
| 2022年3月14日 | かみひこうき       | －        | デジタルシングル    |
| 2022年6月1日  | PLAYLIST           | PLCD-0012 | ミニアルバム        |
| 2022年8月23日 | homeboy feat. JUNE | －        | デジタルシングル    |
| 2023年1月15日 | a warm wind for us | －        | デジタルシングル    |
| 2023年6月28日 | pygmalion          | PLCD-0033 | ミニアルバム        |
| 2023年8月20日 | ライター           | －        | デジタルシングル    |
| 2025年7月2日  | Lovestruck         | PLCD-0053 | シングル 初回限定盤 |
| 2025年7月2日  | Lovestruck         | PLCD-0054 | シングル 通常盤     |

- JUNE

| 公開日         | タイトル              | 形態             |
| -------------- | --------------------- | ---------------- |
| 2022年6月23日  | BAD BOY2              | デジタルシングル |
| 2022年7月23日  | My bleeding love      | デジタルシングル |
| 2022年9月23日  | Say yeah feat. SHUNYA | デジタルシングル |
| 2022年10月23日 | As Always             | デジタルシングル |

- YUGO

| 公開日         | タイトル         | 形態             |
| -------------- | ---------------- | ---------------- |
| 2023年12月13日 | 夜汽車は夢を見る | デジタルシングル |
| 2024年12月13日 | コーヒーとミルク | デジタルシングル |

- YD - YOONDONGによるソロプロジェクト。

| 発売日        | タイトル       | 出版社         | 規格品番  | 形態   |
| ------------- | -------------- | -------------- | --------- | ------ |
| 2024年2月19日 | solitude       | Dream Passport | PLPB-0001 | 写真集 |
| 2025年8月1日  | trouvaille：旅 | TBD            | TBD       | 写真集 |

| 公開日        | タイトル | 形態             |
| ------------- | -------- | ---------------- |
| 2025年2月19日 | 花びら   | デジタルシングル |

- 安藤誠明 - TOMOによるソロプロジェクト。

| 公開日         | タイトル     | 規格品番  | 形態             |
| -------------- | ------------ | --------- | ---------------- |
| 2024年12月19日 | Good Night   | －        | デジタルシングル |
| 2025年6月4日   | Melting Rain | PLCD-0052 | シングル         |

### タイアップ
| 年     | 楽曲        | タイアップ                                                                 | 収録作品   |
| ------ | ----------- | -------------------------------------------------------------------------- | ---------- |
| 2021年 | Serenade    | オンライン歌劇「スウィート・ホット・ロード～蝶々たちの夢～」エンディング曲 | 00         |
| 2021年 | UNIVERSE    | ABC-MART「CONVERSE ALL STAR LIGHT WR」ウェブCMテーマソング                 | 00         |
| 2023年 | Back it up  | 商店街「大阪コリアタウン」ジャック                                         | Back it up |
| 2023年 | FUN         | テレビ朝日「お願い！ランキングpresentsそだてれび」5月度エンディングテーマ  | FUN        |
| 2024年 | Bull's Eye  | テレビ朝日「BREAK OUT」1～2月度オープニング・トラック                      | Bull's Eye |
| 2024年 | Bull's Eye  | 地上波TOKYO MX「Powered by TV～元気ジャパン～」2月度～ エンディングテーマ  | Bull's Eye |
| 2024年 | On your lip | リップグロス「Visvilaa」CMテーマソング                                     | 蘭         |

## 出演

### テレビ
- スペシャプラス！ORβITデビュー記念 to EαRTH スペシャル（2020年11月14日・12月12日、スペースシャワーTVプラス） - 全2回[130][154]
- 『ORβITソロインタビュー』～スペシャプラスORβIT3か月連続特集記念特番～（2021年4月23日、BSスカパー!）[155]
- 3ヶ月連続ORβIT！『Enchant』スペシャル（2021年4月24日・5月29日・6月26日、スペースシャワーTVプラス） - 全3回[155][156]
- K-TOP～韓国最新ベスト5ランキング～（2021年11月7日、テレビ東京） - レポーター[157]
- ORβIT「Alter Ego」スペシャル（2021年11月27日・12月4日・2022年1月15日、スペースシャワーTVプラス） - 全3回[158][159]
- ORβIT My Favorite Music Videos（2021年11月29日～12月5日、スペースシャワーTVプラス） - 全7回[160][161][162][163][164][165][166]
- ORβIT THE FIRST ONLINE LIVE「With」メイキング（2021年12月25日、スペースシャワーTVプラス）[167]
- 占いリアリティーショー どこまで言っていいですか？（2022年9月10日・17日、テレビ東京） - JUNE・SHUNYA・YUGO[168][169]
- Powered by TV～元気ジャパン～「JIMIN JAPAN LIVE ～Powered by TV～」（2023年4月8日、TOKYO MX） - YD＆JUNE ステージ映像[170]
- BREAK OUT（2023年7月5日[注 14]、テレビ朝日系列）[171]
- Powered by TV～元気ジャパン～「ORβITのオールビューティ！」（2024年2月10日～、TOKYO MX）[79]
- ORβIT『Bull's Eye』スペシャル（2024年2月21日、スペースシャワーTV）[172]
- よ〜いドン!（2024年3月7日、関西テレビ放送） - YOUNGHOON・TOMO[173]
- BREAK OUT（2024年4月17日[注 14]、テレビ朝日系列）[174]
- カンテレ主催「SMASH BEAT 3」特別番組（2024年4月26日、関西テレビ放送） - ステージ映像
- ORβIT デビュー4周年記念ニコニコ冠特番（2024年11月11日、ニコニコ生放送）[93]

### ラジオ
- GENZ「FAIR NEXT INNOVATION Play with EαRTH」（2023年4月3日～2024年3月末、ZIP-FM） - レギュラー出演[70]
- FAIR NEXT INNOVATION ASIAN MUSIC CONNECTION feat.ORβIT（2024年4月6日～、ZIP-FM） - レギュラー出演[82][83]

### 新聞
- 西多摩新聞4月19日号1面（2024年4月19日、西多摩新聞） - SHUNYAから読者の皆さまに向けたメッセージ掲載[125][175]

### 広告
- ABC-MART「CONVERSE ALL STAR LIGHT WR」ウェブCM（2021年4月15日-）[20][176][146]
- リップグロス「Visvilaa」（2024年7月13日-）[153]

### その他
- ABC Recommends!（2021年4月27日-2021年10月25日、ABCマート）- MC[177]

## イベント

### ライブ
- THE FIRST ONLINE LIVE「With」（2021年11月27日・28日、オンライン開催）[54]
- ORβIT LIVE「ROOM」TOUR 2023（2023年3月14日～3月27日、東京・大阪・福岡・愛知）
- ORβIT LIVE THE BEST 2024（2024年2月14日～7月21日、神奈川・大阪・愛知・宮城）[31]
- ORβIT SECOND LIVE「LINK」（2024年12月20日～2025年1月5日、大阪・東京）[100]
- ORβIT LIVE TOUR「ROAR」（2025年10月26日～11月14日、大阪・宮城・東京）[116]

### ファンミーティング
- 1st ONLINE FANMEETING 「to EαRTH」（2021年7月3日、オンライン開催）[178]
- ORβIT FANMEETING 「to EαRTH Ⅱ」（2023年11月10日～26日、東京・大阪）[30]

### その他
- OFFICIAL FANCLUB EVENT「ORβIT EXPO 2022」（2022年9月9日・10日、11月26日、東京・大阪）[28]
- ORβIT（JUNE/TOMO/SHUNYA/YUGO） Spin-Off EVENT（2024年3月20日・24日、宮城・愛知）[81]
- ORβIT WEEK（2024年6月17日～23日、東京）[86]
- EαRTHバースデーパーティ（2025年4月16日、神奈川）[107]